# Vologases I
Vologases I (ook wel gespeld als Vologaeses of Vologeses, in het Perzisch: Valakhs) was koning van de Parthen van 51 tot 78. Vologases was een zoon van Vonones II bij een Griekse bijvrouw.

## Vologases' regering

### Strijd om Armenië
Aan het begin van zijn regering stelde hij zijn broer Pacorus aan als vazalkoning van Medië. Toen in 54 na Chr. de Romeinse keizer Claudius overleed en werd opgevolgd door de nog slechts 16-jarige Nero, greep Vologases de opvolging aan om de inmiddels Romeinse vazalstaat Armenië opnieuw onder Parthisch bestuur te brengen. De door de Romeinen benoemde koning zette hij af en hij stelde zijn jongste halfbroer Tiridates aan als nieuwe koning van Armenië. Bovendien bezette hij snel de twee belangrijkste Armeense steden, Tigranocerta en de hoofdstad Artaxata.
Nero legde zich echter niet neer bij de situatie en zond een delegatie onder leiding van Gnaeus Domitius Corbulo naar Vologases, die hem met oorlog dreigde. Omdat juist in die tijd Vologases' zoon Vardanes II tegen zijn vader in opstand was gekomen, zag Vologases zich gedwongen toe te geven en beloofde hij zich uit Armenië terug te trekken. Later bedacht hij zich echter omdat hij Tiridates zijn koninkrijk toch niet wilde afnemen.
Daarom trok Corbulo in 58 op bevel van Nero alsnog op naar Armenië, de Romeins-Parthische Oorlog (54-64). Snel veroverde hij Artaxata. Een jaar later kreeg hij ook Tigranocerta in handen. Tiridates zette hij af en in zijn plaats benoemde hij Tigranes VI, een achterkleinzoon van Archelaüs van Cappadocië (60-62). Tiridates zette de tegenaanval in, maar kon niet op tegen de Romeinse overmacht. Vologases kon Tiridates niet te hulp komen, omdat hij in eigen land met problemen kampte. De stammen van de Dahae en Saken vielen Parthië binnen en Hyrcania kwam tegen Vologases in opstand. Volgens Flavius Josephus is dit tevens de reden dat Vologases moest afzien van een voorgenomen veldtocht tegen Izates II van Adiabene.
In 62 had Vologases de rust in eigen land hersteld en trok hij alsnog met een leger naar Armenië. Hij verdreef Tigranes en sloeg het beleg om Tigranocerta. Ook maakte hij dreigende bewegingen in de richting van Syria. Vologases slaagde er echter niet in Tigranocerta en de rest van Armenië op de Romeinen te veroveren. In 63 kwam Vologases daarom toch tot een akkoord, de Vrede van Rhandeia, met de Romeinen. Tiridates werd opnieuw geïnstalleerd als koning van Armenië, maar zou een vazalkoning van de Romeinen zijn. In Rome werd Tiridates door keizer Nero als koning van Armenië geïnstalleerd.

### Vologases enFlavische dynastie

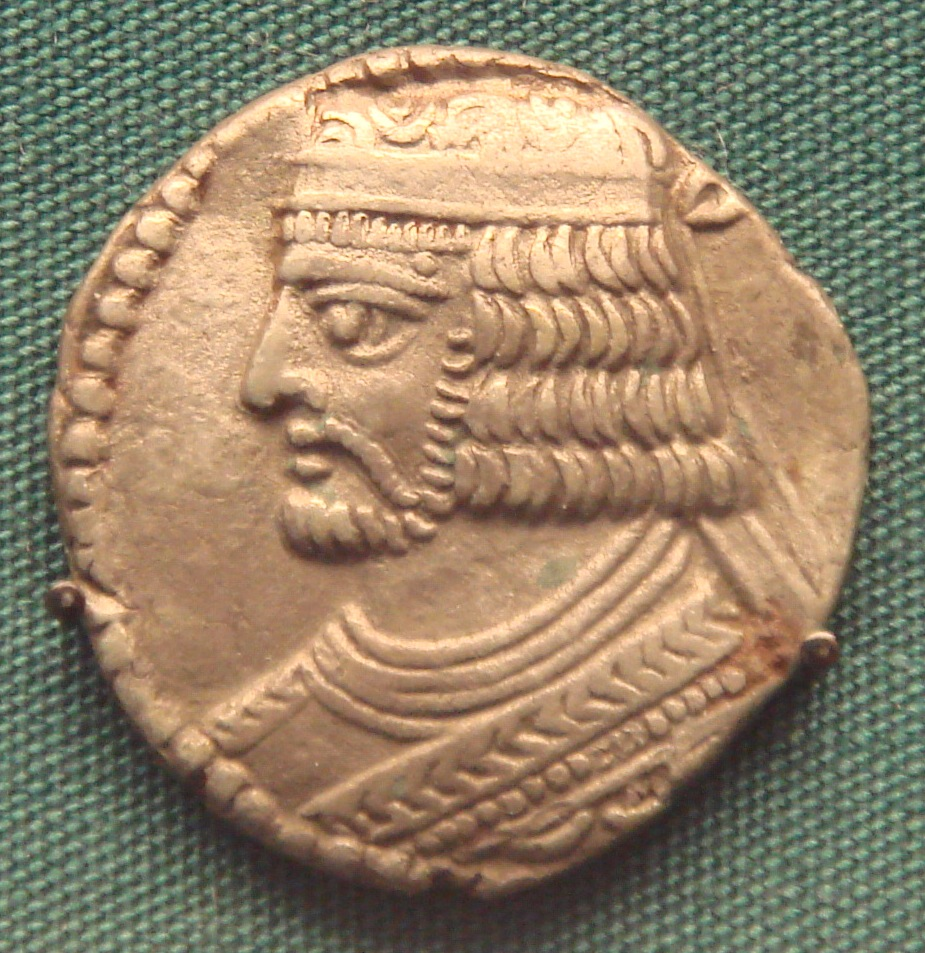
Munt van Vologases I in het British Museum

In het vierkeizerjaar, na de dood van Nero, bood Vologases Vespasianus aan hem te ondersteunen met 40.000 Parthische ruiters. Vespasianus wees dit aanbod echter van de hand, maar hij sloot wel vrede met Vologases en vroeg hem een vredesdelegatie naar de Senaat te sturen. Zo verzekerde Vespasianus zich van rust aan de oostgrens van het Romeinse Rijk, zonder zelf tot een soort vazal van de Parthen te worden.
Ook nadat Vespasianus keizer geworden was, bleven Vologases en Vespasianus diplomatieke relaties onderhouden. Nadat Titus Jeruzalem veroverd had, feliciteerde Vologases hem door hem een gouden erekrans te zenden. Korte tijd later stuurde Vologases een delegatie naar Vespasianus om het op te nemen voor Antiochus IV van Commagene, die door de Romeinen was afgezet (72 na Chr.).

### De Alaanse invasie
Drie jaar later riep Vologases Vespasianus' hulp in tegen de Skythische stam van de Alanen, die plundertochten ondernamen in de Parthische vazalstaat Medië, waar Vologases' broer Pacorus koning was. Vespasianus weigerde dat echter, officieel omdat hij zich niet in binnenlandse aangelegenheden wilde mengen. Tegelijkertijd kan hebben meegespeeld dat Vespasianus niet wilde meewerken aan het versterken van de noordwestelijke grens van het Parthische rijk. De inval bleek nauwelijks te stuiten en de Alanen, die zich om onduidelijke redenen superieur toonden aan de Parthische ruiterij drongen tot diep in Atropatene door. De invallen gingen door tot na Vologases' dood. Hij werd waarschijnlijk opgevolgd door zijn zoon Pacorus II maar de gegevens over het vervolg zijn schaars.

### Culturele hervorming
Vologases is de eerste Parthische koning die op zijn munten niet uitsluitend Griekse inscripties gebruikt, maar zich ook van het Aramees bedient. Dit weerspiegelt een breder streven de hellenistische cultuur terug te dringen, wellicht omdat deze met het westen (en dus met de Romeinen) geassocieerd werd. De steden Susa en Merv duidde hij niet meer met hun Griekse namen aan, zoals zijn voorgangers dat deden, maar met de oude Perzische namen.
Vologases stichtte enkele nieuwe steden, die hij naar zichzelf noemde, zoals de stad Vologesias en ten zuiden van Ctesiphon, Vologesocerta.

## Voetnoten
1. ↑  Tacitus, Ann. XII 44; bij Flavius Josephus, Ant. Iud. XX § 3.4 ten onrechte als zoon van Artabanus II en broer van Vardanes I beschouwd.
2. ↑  Tacitus, Ann. XIII 7-9.
3. ↑  Flavius Josephus, Ant XX § 4. Josephus' verslag heeft echter nogal wat legendarische trekken, zodat de historiciteit van hetgeen hij hier beschrijft ter discussie staat.
4. ↑  Tacitus, Ann. xv; Cassius Dio lxii, 20-23, lxiii, 1-7.
5. ↑  Tacitus, Hist. 4, 51; Suetonius, Nero, 57.
6. ↑  Flavius Josephus, BJ 7, 105.
7. ↑  Flavius Josephus, Bel. Jud. VII 242.
8. ↑  Plinius, Hist. Nat. 6, 30

## Antieke bronnen
- Tacitus, Annales XII-XV; Historiae IV.
- Flavius Josephus, Ant. XX; Bel. Jud. VII.
- Cassius Dio, LXII, LXIII, LXVI.
- Suetonius, Vespasianus 6; Nero 57; Domitianus 2.
- Plinius de Oudere, Naturalis Historia VI, 122.
- Aurelius Victor, Epit. XV 4.